# Olaf Stelmecke
Olaf Stelmecke (* 1964 in Staßfurt; Künstlername Stellmäcke) ist ein deutscher Lyriker sowie Lied- und Theatertexter.
1997 erlangte er zunächst das Diplom für Geotechnik an der TU Bergakademie Freiberg. Seit 1997 wirkt er freischaffend als Musiker, Autor und Schauspieler. Stelmecke ist Mitglied der Gesellschaft für zeitgenössische Lyrik.
Stelmecke wohnt in Haselbach (Olbernhau).

## Veröffentlichungen
- 1997 – Uraufführung des Rockdramas CHARON unter Regie von Martin Nimz
- 1999 – Herausgabe einer Musikkassette mit Kinderliedern von Wunderbuntd
- 2001 – Solostück für Kinder: „Herrn Grüns seltsame Abenteuer“
- 2002 – „Das Geschenk“ (eine Clowneske) im Verlag für Kindertheater Uwe Weitendorf GmbH, Hamburg
- 2004 – „Ich sehe was, was du nicht siehst“ – Liederprogramm für Kinder
- 2006 – CD: Stellmäcke – Lieder vom Verschwinden
- 2008 – Musiktheater für Kinder: „Das Leuteliederhaus“
- 2009 – CD „Augenlieder“ (CD des Monats März der Liederbestenliste)
- 2011 – CD „Kalenderlieder“
- 2012 – CD „13 Lügenlieder“ Kinderlieder für Omas und Opas ab 4 Jahre
- 2015 – CD „VÉRITÉ ET POÉSIE“ Stellmäcke & Trotzband (CD des Monats Januar 2016 der Liederbestenliste, Nominierung für den Preis der Deutschen Schallplattenkritik)
- 2015 – CD „Wie soll ich dich empfangen“ Lieder und Geschichten zur Weihnachtszeit mit der Sopranistin Annett Illig
- 2024 – CD „Trotzdem“ Stellmäcke & Trotzband (CD des Monats September 2024 der Liederbestenliste)

## Auszeichnungen
- 1998 – Kulturpreis des Mittelsächsischen Kulturraumes
- 2005 – Literaturpreis des Kulturraumes Erzgebirge
- 2006 – 1. Preis beim Troubadour Chanson & Liedwettbewerb in Stuttgart